# Pudim de verão
Summer pudding (em português: pudim de verão) ou summer fruit pudding (em português: pudim de frutas de verão) é uma sobremesa britânica feita com fatias de pão branco, em camadas em uma tigela grande com frutas e suco de frutas . É deixado de molho durante a noite e colocado em um prato. A sobremesa foi mais popular do final do século XIX ao início do século XX. Ela apareceu pela primeira vez impressa com seu nome atual em 1904, mas receitas idênticas com o nome de 'hydropathic puddind' e ' malvern pudding ' já foram encontradas em 1868.
Fazer pudim de verão é muito mais fácil se o pão estiver um pouco velho. Isso ajuda os sucos de frutas a penetrar no pão, o que torna o pudim mais agradável. O summer pudding pode ser servido com creme.
As frutas normalmente usadas no pudim de verão são framboesas, morangos, groselhas pretas amoras, groselhas groselhas vermelhas, groselhas brancas e amoras. Tayberries, loganberries, cerejas e mirtilos são menos comummente usados.